# Vermontville
Vermontville é uma vila localizada no estado americano de Michigan, no Condado de Eaton.

## Demografia
Segundo o censo americano de 2000, a sua população era de 789 habitantes.
Em 2006, foi estimada uma população de 789, um aumento de 0 (0.0%).

## Geografia
De acordo com o United States Census Bureau tem uma área de
3,1 km², dos quais 3,1 km² cobertos por terra e 0,0 km² cobertos por água.

## Localidades na vizinhança
O diagrama seguinte representa as localidades num raio de 20 km ao redor de Vermontville.